# منحنى ضوئي

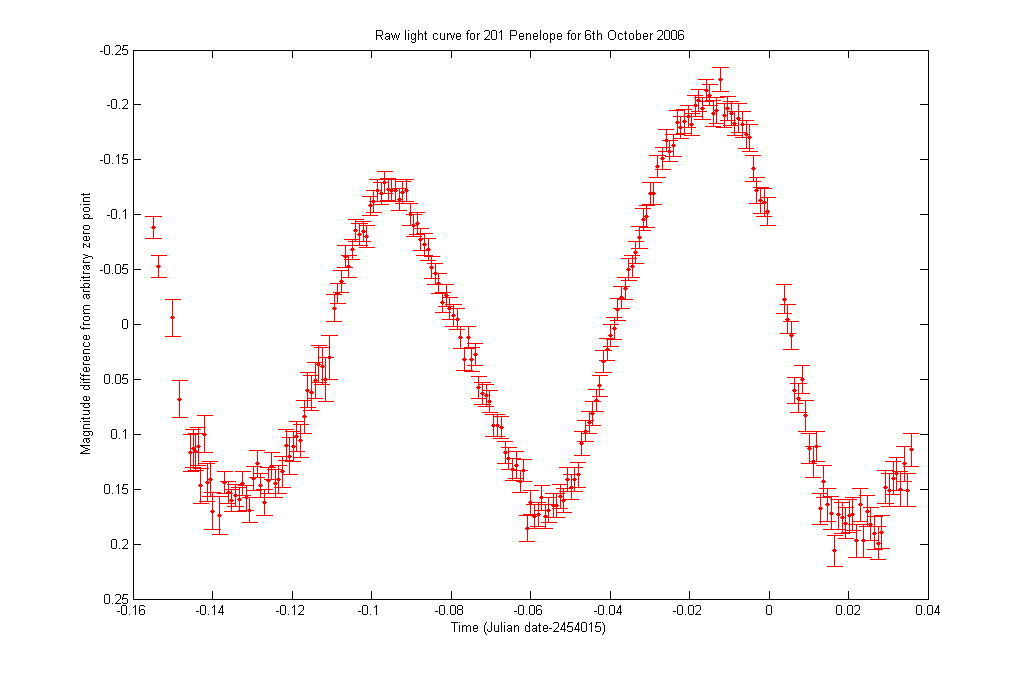
منحنى ضوئي للكويكب 201 Penelope ، سجل عام 2006 من مرصد جامعة مونت جون. ويبين المنحنى أن الكويكب قد أتم دورة كاملة استغرقت 74و3 ساعات.

صورة متحركة تبين كيفية تحرك النجمين الثنائيين وتغير المنحنى الضوئي لهما (أسفل).

منحنى ضوئي في علم الفلك وفي علم النبات هو منحنى ضوئي لأحد الأجرام السماوية وهو عبارة عن منحنى بياني يبين تغير شدة سطوع الجرم السماوي مع الزمن. تسجل المراصد تغير شدة الضوء القادمة من جرم سماوي وتطلق عليها اسم قدر ظاهري، والمنحني الضوئي هو رسم بياني يبين تغير القدر الظاهري مع الزمن. وعن طريق تحليله يمكن أستخلاص بعض خواص الجرم السماوي.
يقوم تصنيف النجوم المتغيرة على تعيين منحنياتها الضوئية. وتظهر المنحنيات الضوئية في هيئة نهايات صغرى وقمم لشدة الضوء. بالنسبة للنجوم المتغيرة التي تحجبها أجرام أخرى (مثل النجوم الثنائية) تقاس «النهايات الصغرى» للمنحنى الضوئي، وبالنسبة إلى النجوم المتغيرة النابضة أو إلى النجوم الانفجارية فتقاس قمم شدة الضوء بغرض تعيين زمن الدورة.

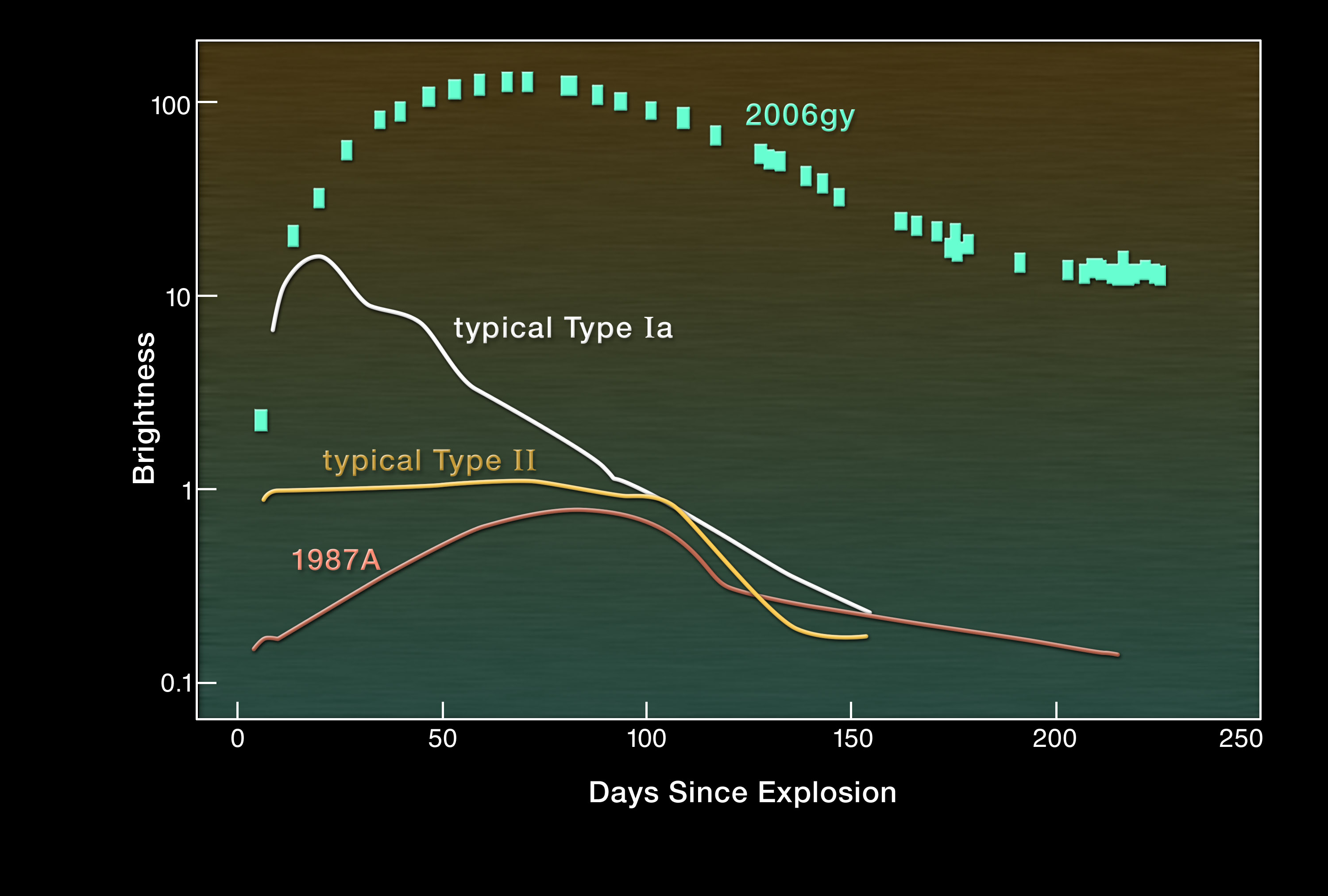
يختلف المنحنى الضوئي للمستعرات العظمى بحسب أنواعها ، لذلك يستخدم في تصنيف المستعرات العظمى.المنحنى الضوئي في حالة مستعر أعظم تكون مرة واحدة متابعة للانفجار وليست دورية.

ويستخدم المنحنى الضوئي للكويكبات - حيث تكون أشكالها غير منتظمة - في تعيين زمن دورانها حول محورها. وعندما يغطي القمر أحيانا تلك الأجرام الصغيرة فيمكن حساب قطر الكويكب عن طريق قياس انخفاض ضوئه (لأن القمر يحجبه).
وقد تم العثور على العديد من الكواكب خارج المجموعة الشمسية باستخدام طريقة الخسوف وتحليل المنحنى الضوئي. في تلك الحالة تنخفض شدة لمعان النجم خلال زمن عبور الكوكب على صفحته. ونشاهد أمثلة للمنحنيات الضوئية في كل من نجوم -RR- السلياق ونجوم R الإكليل الشمالي والمتغيرات الكسوفية.

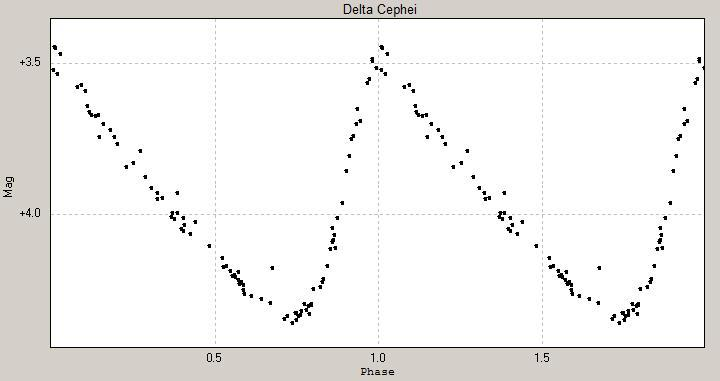
المنحنى الضوئي لدلتا الملتهب: ويبين الدورات الزمنية وتغير شدة لمعانه.

## أنواع المنحنيات الضوئية للنجوم
تختلف المنحنيات الضوئية للنجوم بحسب ما يجري في باطنها من عمليات أو في حالة مستعر أعظم فيكون المنحنى الضوئي تابعا لانفجار النجم. أما في حالة نجم متغير قيفاوي فيشتد ضوؤه فترة وينخفض شدة ضوؤه فترة بطريقة دورية؛ ذلك بسبب أن النجم يطرد طبقاته الخارجية بين الحين والآخر بطريقة منتظمة. وقد يكون تغير المنحنى الضوئي بسبب دوران نجمين حول بعضهما البعض، أو دوران كوكب حول نجمه، حيث يحجب جزءا من ضوء النجم أثناء مرور الكوكب بيننا وبين النجم. تستغل تلك الطريقة
الأخيرة في التعرف على وجود كواكب خارج المجموعة الشمسية.
كما أن للمستعرات العظمى منحنيات ضوئية مختلفة، فأثناء الانفجار يصدر النجم المنفجر أشعة شديدة النفاذية مثل أشعة إكس وأشعة جاما نظرا لعمليات فيزيائية شديدة الطاقة تحدث في داخله، ثم يتبعها منحنى ضوئيا بعدما تكون درجة حرارة الانفجار قد هدأت بعض الشيء. أي أن دراسة المنحنيات الضوئية سواء كانت لأشعة جاما أو أشعة إكس أو للأشعة المرئية أو الأشعة تحت الحمراء تساعدنا في التعرف على العمليات الفيزيائية الجارية في باطن نجم.

## في علم النبات
يبين منحنى ضوئي في علم النبات مدى استجابة التمثيل الضوئي الأوراق النبات أو الطحالب مع تغير شدة الضوء.
وعن طريق شكل المنحنى الضوئي يمكن معرفة العوامل المؤثرة وحدودها؛ ففي حالة تأثير ضوء ضعيف، حيث يعتمد معدل التمثيل الضوئي أيضاً على تركيز كلوروفيل وكفاءة التفاعلات الجارية في وجود الضوء، أما في حالة الضوء الشديد فإن التمثيل الضوئي يكون محدودا بكفاءة «الروبيسكو» RuBisCo وتوفر غاز ثاني أكسيد الكربون. نقطة لتقاطع لذلك الخطين المائلين تسمى «نقطة التشبع الضوئي» وعند تلك النقطة تنتج التفاعلات المعتمدة على الضوء قدرا كبيرا من أدينوسين ثلاثي الفوسفات
ATP و«النادف» NADPH بالمقارنة بتفاعلات أخرى لا تعتمد على الضوء.
ونظرا لأن التمثيل الضوئي في النبات يتأثر بنسبة ثاني أكسيد الكربون في الجو فإن قياس المنحنى الضوئي يتم عادة عند تركيزات مختلفة لثاني أكسيد الكربون.
تستغل تلك المعلومات بالطبع في زيادة الإنتاج النباتي. كما سيكون لها تأثير مباشر في حالة سفر رواد فضاء في رحلات طويلة، مثلا إلى المريخ، حيث سيقومون بزرع نباتات يتغذون ويأكلون منها أثناء الرحلة في المركبة الفضائية على الأقل. وتجرى أبحاث في ذلك المضمار على متن المحطة الفضائية الدولية استعدادا للرحلات الفضائية الطويلة.

## وصلات خارجية
- Lightcurves: An Introduction by NASA's Imagine the Universe
- The AAVSO online light curve generator.
- The AAVSO online light curve generator can plot light curves for thousands of variable stars
- Lightcurves: An Introduction

by NASA's Imagine the Universe

## اقرأ أيضا
| - مستعر RS Ophiuchi - بقايا مستعر أعظم - مستعر أعظم II - مستعر أعظم نوع Ia - مستعر أعظم ، 1 ب و1 سي - نجم زائف متوهج - إن جي سي 1309 - كواكب خارج المجموعة الشمسية - قائمة أقرب النجوم إلينا - متغير قيفاوي - تمثيل ضوئي | - نجم ثنائي - تخليق العناصر - سحابة ماجلان - مجرة عباد الشمس - قزم أبيض - ثقب اسود - نجم الدجاجة اكس - مسييه 99 - انفجار أشعة غاما 080319ب - انفجار أشعة غاما 090423 - انفجار أشعة غاما 970228 - قائمة بقايا المستعرات العظيمة |